# Telaranea tuberifera
Telaranea tuberifera là một loài Rêu trong họ Lepidoziaceae. Loài này được J.J. Engel & R.M. Schust. mô tả khoa học đầu tiên năm 1983.